# Кисляково (Тверська область)
Кисляково (рос. Кисляково) — присілок в Торжоцькому районі Тверської області Російської Федерації.
Населення становить 31 особу. Входить до складу муніципального утворення Масловське сільське поселення.

## Історія
Від 2005 року входить до складу муніципального утворення Масловське сільське поселення.

## Населення
| 1996 | 2002 | 2008 | 2010 |
| ---- | ---- | ---- | ---- |
| 25   | ↘20  | ↗23  | ↗31  |